# Phaeochroops lansbergei
Phaeochroops lansbergei är en skalbaggsart som beskrevs av Candeze 1876. Phaeochroops lansbergei ingår i släktet Phaeochroops och familjen Hybosoridae. Inga underarter finns listade i Catalogue of Life.